# International Maritime Bureau
International Maritime Bureau (IMB) er en specialiseret, almennyttig-enhed under International Chamber of Commerce (ICC), oprettet i 1981.
Bureauets formål er bekæmpelse af alle typer af maritim kriminalitet og svindel.
I henhold til den International Maritime Organization’s  resolution, A 504 (XII) (5) og  (9), som blev fremlagt den 20. november 1981, hvor alle tilknyttede lande, opfordres til  at samarbejde og udveksle informationer med hinanden og IMB for at opretholde og udvikle koordinerede aktioner i bekæmpelse af maritim   kriminalitet og svindel.
Et af IMB’s hovedområder  er bekæmpelse af pirateri, som blandt andet førte til oprettelse af IMB Piracy Reporting Centre.
IMB har observatørstatus i Interpol og er part af ICC Commercial Crime Services og dennes andre afdelinger, som omfatter  Counterfeiting Intelligence Bureau, Financial Investigation Bureau og FraudNet.